# Dimethoxyboran
Dimethoxyboran (Dimethylboronat) ist eine Borverbindung, genauer ein Boran mit zwei Methoxysubstituenten beziehungsweise der Dimethylester der Boronsäure. Es eignet sich als Reduktionsmittel für organische Verbindungen.

## Herstellung
Dimethoxyboran kann in einer Gasphasenreaktion gewonnen werden, indem Trimethylborat unter Einwirkung von Mikrowellen mit Wasserstoff reduziert wird. Alternative Methoden sind die Reduktion von Trimethylborat mit Natriumhydrid oder von einem Gemisch aus Trimethylborat und Trimethoxyboroxin mit Natriumborhydrid.
Es kann auch aus Diboran und Methanol hergestellt werden. Da Lithiumborhydrid durch Reaktion mit Säure Diboran freisetzt, kann auch daraus Dimethoxyboran entstehen, wenn gleichzeitig Methanol im Reaktionsgemisch enthalten ist.

## Reaktionen
Durch Wasser wird die Verbindung hydrolysiert, dabei entstehen Borsäure, Methanol und Wasserstoff. In Gegenwart von Dinickelborid als Katalysator eignet es sich als Reduktionsmittel. Beispielsweise kann es Alkene (wie 1-Dodecen oder Stilben) zu Alkanen reduzieren. Analog können Aldehyde (wie Benzaldehyd oder Octanal) und Ketone (wie Acetophenon) zu Alkoholen und Nitrile (wie Benzonitril oder Phenylacetonitril) zu Aminen reduziert werden.